# Паткув (Лосицький повіт)
Паткув (пол. Patków) — село в Польщі, у гміні Лосиці Лосицького повіту Мазовецького воєводства.
Населення — 267 осіб (2011).
У 1975-1998 роках село належало до Білопідляського воєводства.

## Демографія
Демографічна структура станом на 31 березня 2011 року:
|          | Загалом | Допрацездатний вік | Працездатний вік | Постпрацездатний вік |
| -------- | ------- | ------------------ | ---------------- | -------------------- |
| Чоловіки | 145     | 27                 | 90               | 28                   |
| Жінки    | 122     | 19                 | 62               | 41                   |
| Разом    | 267     | 46                 | 152              | 69                   |